# Port Perry
Port Perry ist ein unselbständiger Ortsteil der Gemeinde Scugog in der Regional Municipality of Durham, in der kanadischen Provinz Ontario. Der Ort liegt südöstlich von Uxbridge und südwestlich von Peterborough. Port Perry befindet sich ca. eine Stunde entfernt nordöstlich von Toronto. Im Jahre 2016 betrug die Zahl der Einwohner 9453.

## Geschichte
Die ersten Siedler kamen vorwiegend aus Großbritannien, unter anderem der Loyalist Reuben Crandell, der sich mit seiner Frau im Mai 1821 vor Ort ein Haus baute. Das denkmalgeschützte Gebäude kann besichtigt werden. Es befindet sich in der King Street zwischen Prince Albert und Manchester. Im November 1821 gebar Lucy Ann Crandell ihr erstes Kind auf kanadischem Boden. Im Jahr 1831 zogen Ruben Crandell und seine Familie in ein anderes Haus, welches unter dem Namen Crandell's Corners (später auch Borelia) bekannt ist. 
Eine Gruppe von Geschäftsleuten plante im Jahr 1867 die Gemeinde an ein Schienennetz anzuschließen, damit Port Whitby und Port Perry per Zug erreichbar wurden. Der erste Zug erreichte Port Perry im Jahr 1872. Es wurden Güter aus dem nördlichen Ontario über den Trent-Severn-Wasserweg nach Port Perry gebracht und auf Güterzüge verladen und weitertransportiert.

## Kultur und Erholung
Port Perry ist als Touristenstadt aufgrund der schönen Altstadt sehr beliebt. Es gibt jede Menge Bekleidungsgeschäfte, Cafés, Restaurants, Galerien und Antiquitätengeschäfte. Jeden Sommer finden viele verschiedene Festivitäten in Port Perry statt, welche viele Touristen und Einwohner aus den umliegenden Gemeinden anziehen. Die Festivitäten heißen: Mississauga First Nation Pow Wow, die Highland Games, die Dragon Boat Races sowie das StreetFest. Dies finden jährlich am Labor-Day-Wochenende seit über 150 Jahren statt. 
Port Perry verfügt darüber hinaus über mehrere öffentliche sowie private Golfplätze. Des Weiteren befindet sich das Great Blue Heron Charity Casino in der Stadt. Im Sommer können Flussfahrten mit Scugog Island Cruises unternommen werden, welche verschiedene Attraktionsziele anfahren. Im Sommer können die Touristen ihr Obst wie beispielsweise Erdbeeren und Äpfel selbst pflücken; im Winter finden sich gerne Angler am See zum Eisfischen sowie Schneemobilfahrer ein.

## Filmproduktionen
Port Perry hat sich über Jahre hinweg zu einem beliebten Drehort für Filmproduzenten entwickelt. Die Gemeinde diente als Drehort für den Film Amy und die Wildgänse. Des Weiteren diente es auch als Double für Maine im US-Film Willkommen in Mooseport aus dem Jahre 2004. Des Weiteren wurden alle sechs Staffeln der US-Serie The West Wing – Im Zentrum der Macht dort gedreht. Im Jahr 2009 wurde der Film Killshot und 2010 ein Werbespot von Burger King dort gedreht. Die Netflix-Serie Hemlock Grove spielt ebenfalls in Port Perry.

## Persönlichkeiten
- Daniel David Palmer (1845–1913), Erfinder der Chiropraktik, verbrachte seine Kindheit in Port Perry.
- John Ross Roach (1900–1973), Eishockeyspieler
- Craig Russell (1948–1990), Schauspieler. Er wurde hier im Jahre 1948 geboren und verbrachte sein ganzes Leben in Port Perry, bis er 1990 verstarb. Er liegt auf dem örtlichen Friedhof begraben unter seinem Namen Russell Craig Edie.
- Emily VanCamp (* 1986), Schauspielerin